# Delta (Colorado)
Delta ist eine sog. Home Rule Municipality im US-Bundesstaat Colorado und der Verwaltungssitz des Delta County. Der U.S. Highway 50 führt durch die Stadt.

## Geschichte
Delta wurde als Handelsposten für das Volk der Ute und frühe Siedler gebaut. Fort Uncompahgre wurde 1828 erbaut.
Die Stadt wurde wegen ihrer Lage am Delta benannt, wo der Uncompahgre River in den Gunnison River mündet. Die Gemeinde wurde 1882 gegründet.

## Demografie
Nach einer Schätzung von 2019 leben in Delta 8995 Menschen. Die Bevölkerung teilte sich im Jahr auf in 90,9 % Weiße, 0,6 % Afroamerikaner, 1,5 % amerikanische Ureinwohner, 2,1 % Asiaten und 2,6 % mit zwei oder mehr Ethnizitäten. Hispanics oder Latinos machten 22,6 % der Bevölkerung aus. Das mittlere Haushaltseinkommen lag bei 41.415 US-Dollar und die Armutsquote bei 16,5 %.